# Towarzystwo Muzyczne im. Henryka Wieniawskiego w Poznaniu
Towarzystwo Muzyczne im. Henryka Wieniawskiego w Poznaniu – stowarzyszenie muzyczne działające od 1960 w Poznaniu. Patronem organizacji jest Henryk Wieniawski – polski kompozytor i skrzypek.

## Historia
Stowarzyszenie kontynuuje tradycję i działalność Koła Śpiewackiego Polskiego, założonego w Poznaniu w 1885. Powstało 12 listopada 1960. Kilka miesięcy później, 17 lutego 1961, połączyło się z Poznańskim Towarzystwem Muzycznym. 
Współtwórcą organizacji i jej pierwszym prezesem był Tadeusz Szeligowski. Kolejno stanowisko to pełnili: Edward Statkiewicz, Stefan Stuligrosz, Mieczysław Dondajewski, Jadwiga Kaliszewska, Andrzej Wituski, Bartosz Bryła, Alina Kurczewska i Agata Szymczewska (od czerwca 2023). Biurem towarzystwa kierowali kolejno: Włodzimierz Hubicki, Edmund Grabkowski, Zdzisław Dworzecki, Michał Merczyński, Andrzej Wituski, Ewa Mikołajczak i Karolina Kaźmierczak(od 2023).

## Cele działania
Celami towarzystwa jest:
- upowszechnianie kultury muzycznej i pogłębianie wiedzy o muzyce, ze szczególnym uwzględnieniem twórczości Henryka Wieniawskiego,
- inspirowanie oraz promowanie skrzypcowej twórczości kompozytorskiej i wykonawczej,
- inspirowanie i promowanie twórczości lutniczej,
- edukacja, krzewienie i popularyzacja wiedzy oraz kultury muzycznej,
- wspieranie i promowanie artystów muzyków, a zwłaszcza skrzypków oraz artystów lutników.

Towarzystwo jest organizatorem:
- Międzynarodowego Konkursu Skrzypcowego im. Henryka Wieniawskiego,
- Międzynarodowego Konkursu Lutniczego im. Henryka Wieniawskiego.

## Siedziba
Towarzystwo ma swoją siedzibę w kamienicy przy ul. Świętosławskiej 7 w Poznaniu, na Starym Mieście, w pobliżu Starego Rynku.